# Gut Obernfelde

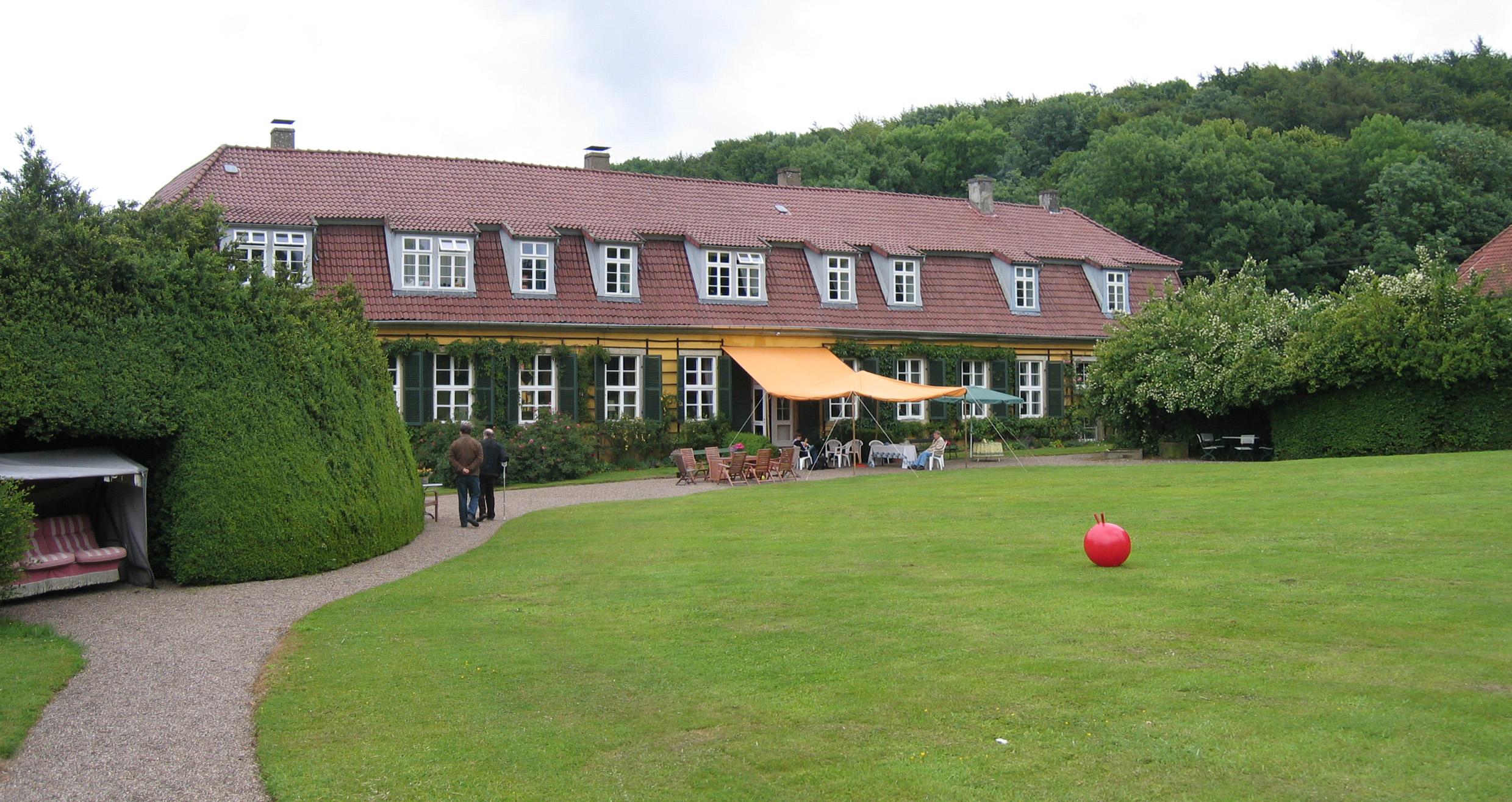
Herrenhaus

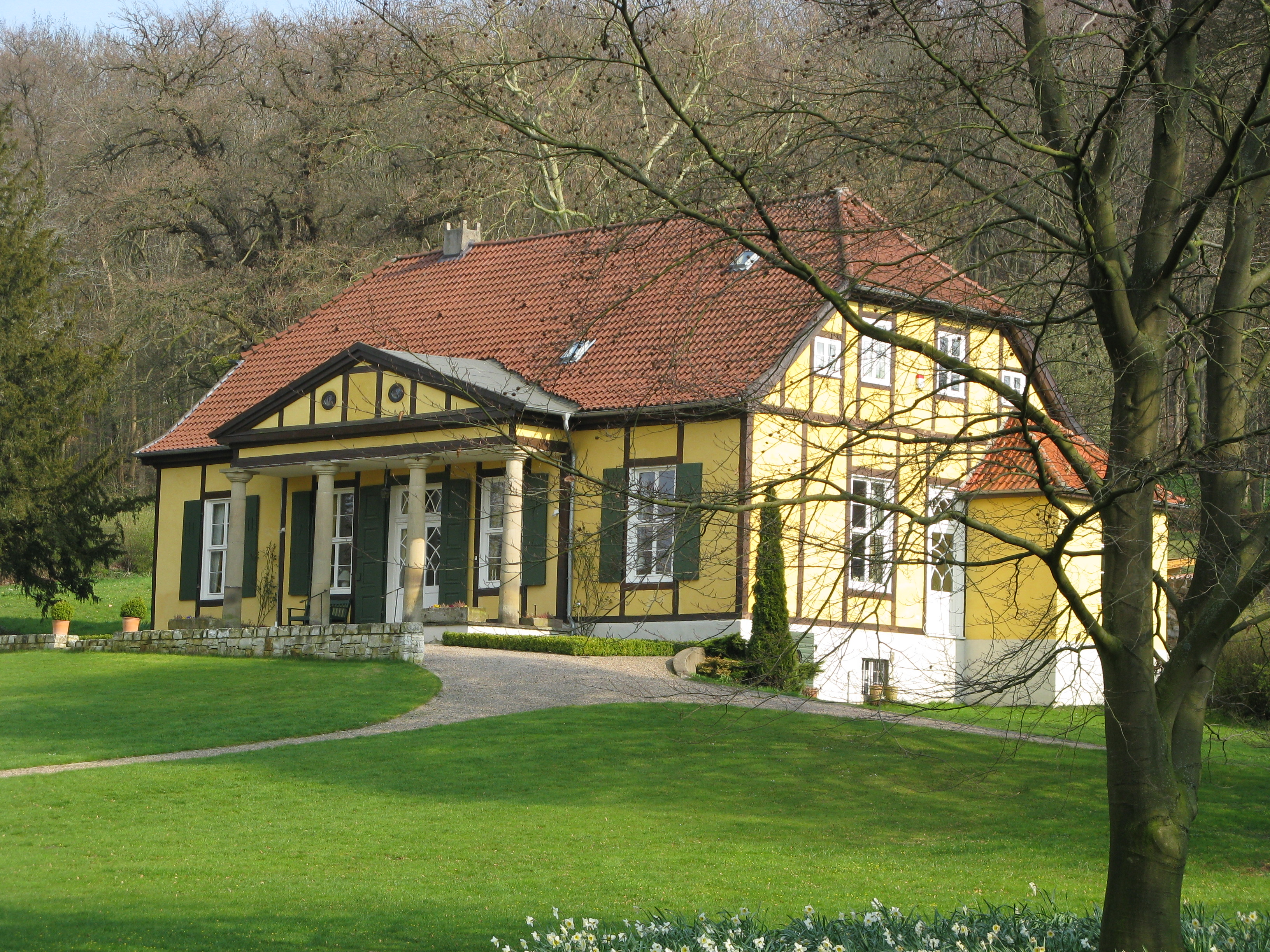
Ministerhaus Gut Obernfelde

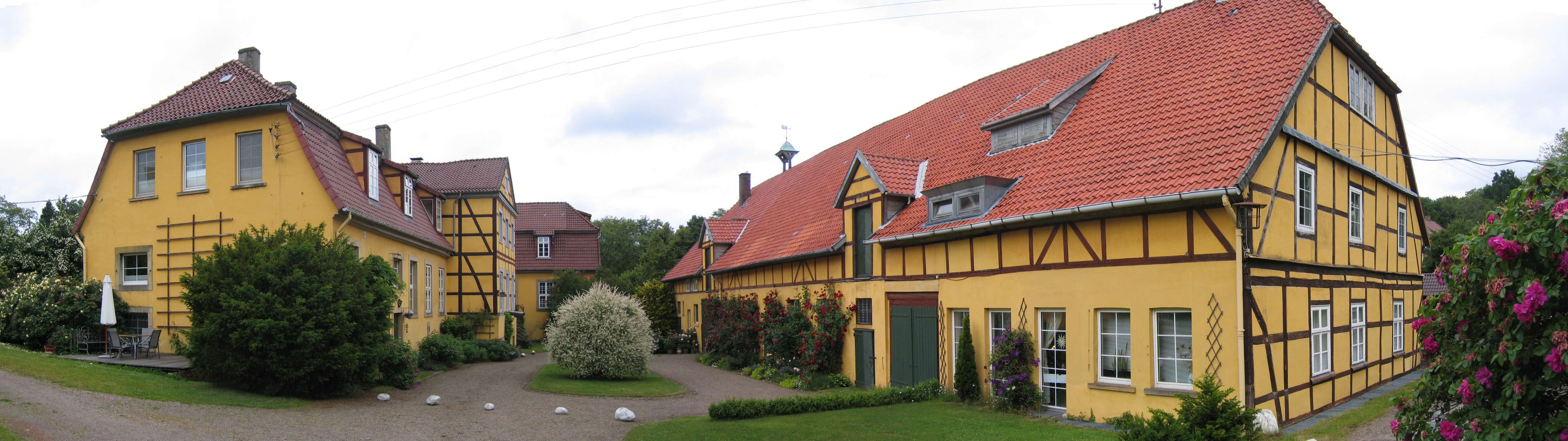
Links das Herrenhaus, rechts Wirtschaftsgebäude

Das Gut Obernfelde ist ein ehemaliges Rittergut und Herrenhaus in der Stadt Lübbecke im Kreis Minden-Lübbecke.
Das Gut liegt am Nordhang des Wiehengebirges, 1,5 Kilometer südwestlich des Zentrums der Stadt Lübbecke in unmittelbarer Nähe des Lübbecker Krankenhauses.

## Geschichte
Das Rittergut wird erstmals um 1540 erwähnt. 1730 gelangte es in den Besitz der Familie von Korff, die im 18. Jahrhundert mehrere Mindener Landräte stellte. 1818 erwarb nach Konkurs der Mindener Erbmarschall Karl von der Recke auf Gut Stockhausen, ein Sohn des Ministers Eberhard Freiherr von der Reck, das Gut. Bis heute befindet es sich im Eigentum seiner Nachfahren.
Das Gut bildete im Herbst 2007 den Rahmen für die Gründung des Vereins „Herrenhäuser und Parks im Mühlenkreis“. Mitglieder des Vereins sind unter anderem die Eigentümer von historischen Anlagen sowie Kommunen der Region. Elisabeth Freifrau von der Recke gehört zum Vorstand des Vereins.

## Gebäude und Park
Herrenhaus und Wirtschaftsgebäude liegen parallel zueinander und bilden einen langgestreckten schmalen Hof. Östlich hiervon und südlich vom Krankenhaus befindet sich das nach Plänen von Karl Friedrich Schinkel errichtete Ministerhaus.
Die in den Jahren 1828 bis 1829 errichtete Orangerie diente im Zweiten Weltkrieg als Gefangenenlager. Sie wurde 1980 in ein Wohnhaus umgebaut.
Die Parkteile nördlich der Orangerie sind bis auf einzelne Altbäume nicht mehr vorhanden. Einige Linden im Bereich der Zufahrten zum Herrenhaus und zur Orangerie sind beachtenswert. Der verbleibende Park besteht im Wesentlichen aus einer zentralen Rasenfläche mit einzelnen Blumenbeeten. Der gepflegte Park wird nur privat genutzt.

## Heutige Nutzung
Das Gut wird noch bewirtschaftet. Teilweise werden ehemalige Gebäude (zum Beispiel die Mühle, die Getreidetrocknung und die Orangerie) zu Wohnzwecken genutzt. Das Gut ist öffentlich nicht zugänglich.